# Bursadella mesolampra
Bursadella mesolampra är en fjärilsart som beskrevs av Edward Meyrick 1927. Bursadella mesolampra ingår i släktet Bursadella och familjen Immidae. Inga underarter finns listade i Catalogue of Life.